# Margaret Kipkemboi
Margaret Kipkemboi   (Comtat de Nandi, Kenya, 9 de febrer de 1993) és una atleta kenyana especialitzada en les proves de fons. Ha participat als Jocs Olímpics de París de 2024, quedant en 5a i 4a posició en les proves de 5.000m i 10.000m respectivament. A més, ha guanyat 2 medalles en els Campionats del Món, 1 medalla d'or als Jocs Panafricans i 1 medalla de plata als Campionats d'Àfrica.

## Marques personals
| Disciplina   | Marca    | Seu      | Data                 |
| ------------ | -------- | -------- | -------------------- |
| 10.000m      | 29:27.59 | Eugene   | 25 de maig de 2024   |
| 5.000m       | 14:23.67 | París    | 9 de juny de 2023    |
| Mitja marató | 1:04.46  | València | 22 d'octubre de 2023 |

## Trajectòria professional
| Jocs Olímpics      | Jocs Olímpics | Jocs Olímpics | Jocs Olímpics |
| Any                | Seu           | Posició       | Prova         |
| ------------------ | ------------- | ------------- | ------------- |
| 2024               | París         | 5a posició    | 5.000m        |
| 2024               | París         | 4a posició    | 10.000m       |
| Campionat del Món  |               |               |               |
| 2017               | Londres       | 5a posició    | 5.000m        |
| 2019               | Doha          | 2             | 5.000m        |
| 2022               | Eugene        | 4a posició    | 5.000m        |
| 2022               | Eugene        | 3             | 10.000m       |
| 2023               | Budapest      | 4a posició    | 5.000m        |
| Jocs Panafricans   |               |               |               |
| 2015               | Brazzaville   | 1             | 5.000m        |
| Campionat d'Àfrica |               |               |               |
| 2016               | Durban        | 2             | 5.000m        |